# トーマス・アダムス (発明家)

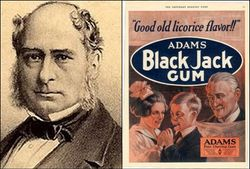
トーマス・アダムス

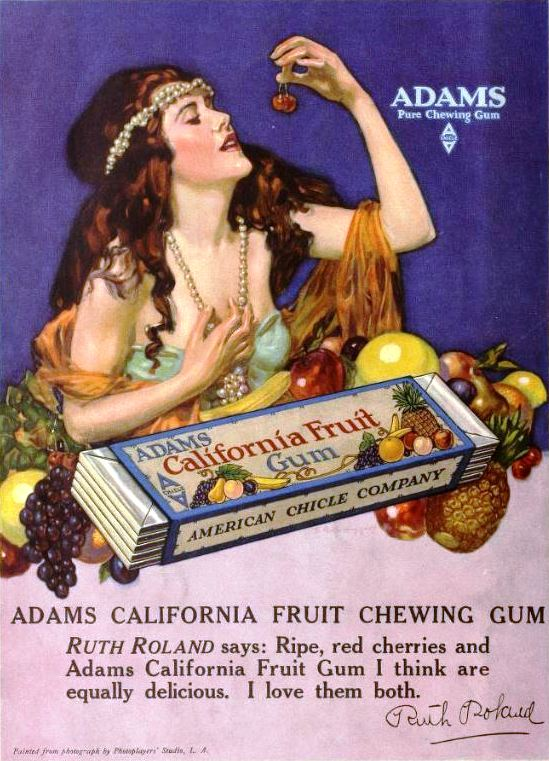
1919年のアダムス・チューインガムの広告。

トーマス・アダムス（英語: Thomas Adams, 1818年5月4日 - 1905年2月7日）は、19世紀アメリカ合衆国の科学者、発明家で、チューインガム産業の創始者とされている。アダムスの興した事業は、最終的には有名なチューインガム製造業者ウィリアム・リグレー・ジュニアの事業に合流した。

## 経歴
アダムスは、ニューヨークに生まれた。
南北戦争の際には、同名の息子トーマスとともに、従軍写真師としてポトマック軍に参加した。

### チューインガムの発明以降
1857年ころ、アダムスは、亡命してニューヨークのスタテン島に住んでいた、かつてのメキシコの指導者アントニオ・ロペス・デ・サンタ・アナの秘書兼通訳であったルドルフ・ナペギー (Rudolph Nagegy) を通して、サンタ・アナの知遇を得た。秘書として働いていたとき、チューインガムのアイデアを着想した。サンタ・アナは、チクルという天然ガムを噛んでいたのである。サンタ・アナは、チクルを飴玉大に切り、販売もしていたという。当初、サンタ・アナとアダムスは、このガムからタイヤに用いることもできるようなゴムの合成を試みたが、これは上手くゆかなかった。
ゴム合成を断念したアダムスは、いったんは原料のチクルを廃棄することも考えたが、もともとメキシコ人たちがチクルを噛んでいたことを踏まえて、固形パラフィンのガム (paraffin wax gum) の代わりになるものを開発することを思いつき、1859年にチクルをベースとしたチューインガムの製造に成功した。アダムスは、ジャージーシティに、アダムス・アンド・サンズ (Adams and Sons) 社を設立して社長となり、本格的なチューインガムの製造を始めた。当初は、味をつけないままドラッグストアで販売していたが、後に甘味料を加えるなどして加工したところ、売上が急増した。
1871年には、ドラッグストアの店頭でチューインガムを小さく切断する機械を導入し、小単位での販売を可能にした。また、1888年には、最初のチューインガムの自動販売機を導入し、地下鉄構内などに置いて、大きな成功を収めた。
1880年代には、アダムスの事業は国内各地に広く商品を流通させ、3千人を雇用する規模に成長し、ブルックリン橋の近くに世界最大のチューインガム工場を構えていた。
1898年には、同名の息子に事業を譲って引退した。
アダムスは、1905年2月7日に、ブルックリン区の自宅で肺炎のために死去し、後には未亡人と息子4人、娘3人が遺された。